# V954
Der V954, teilweise auch kurz als V54 bezeichnet, war ein rumänischer Straßenbahn-Triebwagen des Herstellers Electroputere (EP) aus Craiova. Das Unternehmen – eigentlich ein Lokomotivhersteller – fertigte in der zweiten Hälfte der 1950er-Jahre insgesamt 265 dieser Großraumwagen. Sie kamen bei der Straßenbahn Bukarest, bei der Straßenbahn Oradea und bei der Straßenbahn Timișoara zum Einsatz. Die Typenbezeichnung ist eine Kurzform für vagon de anul 1954 – rumänisch für Wagen des Jahres 1954 – und leitet sich aus dem Konstruktionsjahr ab. In Oradea und Timișoara wurden die Vierachser, in Anlehnung an die – teilweise von der US-amerikanischen Pullman Palace Car Company produzierten – PCC-Wagen, auch als Typ Pullman bezeichnet.

## Vorgängerbaureihe V951
Der V954 ist weitgehend baugleich mit dem drei Jahre älteren Bukarester Typ V951, der auch den Beinamen Festival trug. Namensgebend waren hierbei die Weltfestspiele der Jugend und Studenten, die 1953 in Bukarest stattfanden. Die 37 Exemplare mit den Betriebsnummern 3001 bis 3037 wurden jedoch noch direkt durch die Hauptwerkstätte der Bukarester Verkehrsbetriebe – damals Întreprinderea de Transport București beziehungsweise kurz I.T.B. – hergestellt. Der Prototyp wurde 1951 fertiggestellt, die Serienwagen folgten in den Jahren 1952 (sechs Stück) und 1953 (30 Stück). Nach dem ab 1948 produzierten Typ Gb 2/2 der Straßenbahn Timișoara war der V951 der zweite moderne Großraumstraßenbahnwagen Rumäniens.
Wie später der Typ V954 besaßen auch die Festival-Wagen konventionelle Tatzlagermotoren und eine Direktschaltung, infolgedessen konnten sie auch nicht in Mehrfachtraktion betrieben werden. Wagen 3037 gelangte 1954 zu Electroputere nach Craiova und diente als Baumuster für die spätere Baureihe V954, in diesem Zusammenhang wurde die Konstruktion etwas überarbeitet und verbessert.
Die Bukarester Hauptwerkstatt selbst nutzte hingegen die freigewordenen Kapazitäten, um die teilweise noch aus der Zeit vor dem Ersten Weltkrieg stammenden Altbauwagen mit Holzaufbau zu modernisieren. Auf diese Weise entstanden ab 1954 die Reko-Triebwagen der Typen Vo54, Vo56 beziehungsweise Vo58 und ab 1955 die Reko-Beiwagen des Typs V10.

## Einsatzbetriebe V954

### Bukarest

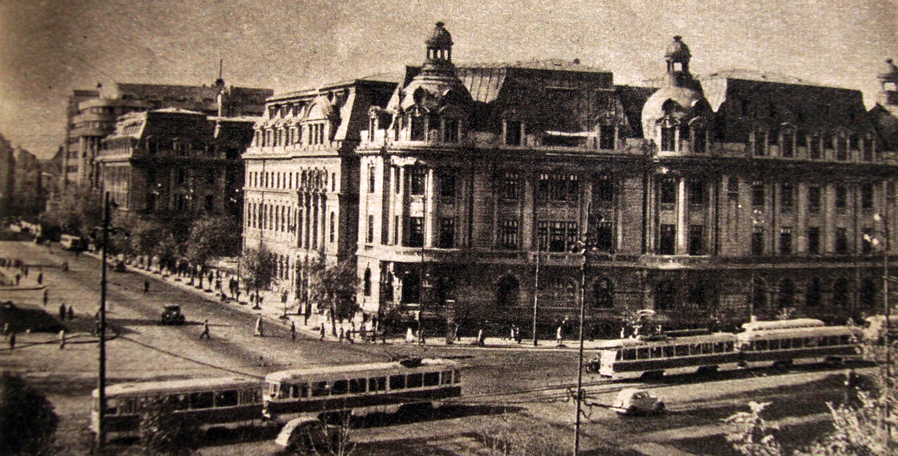
Zwei V954- oder V951-Triebwagen begegnen sich bei der Universität, rechts mit einem noch nicht motorisierten V954 als Beiwagen, links mit einem V12-Zweiachsbeiwagen

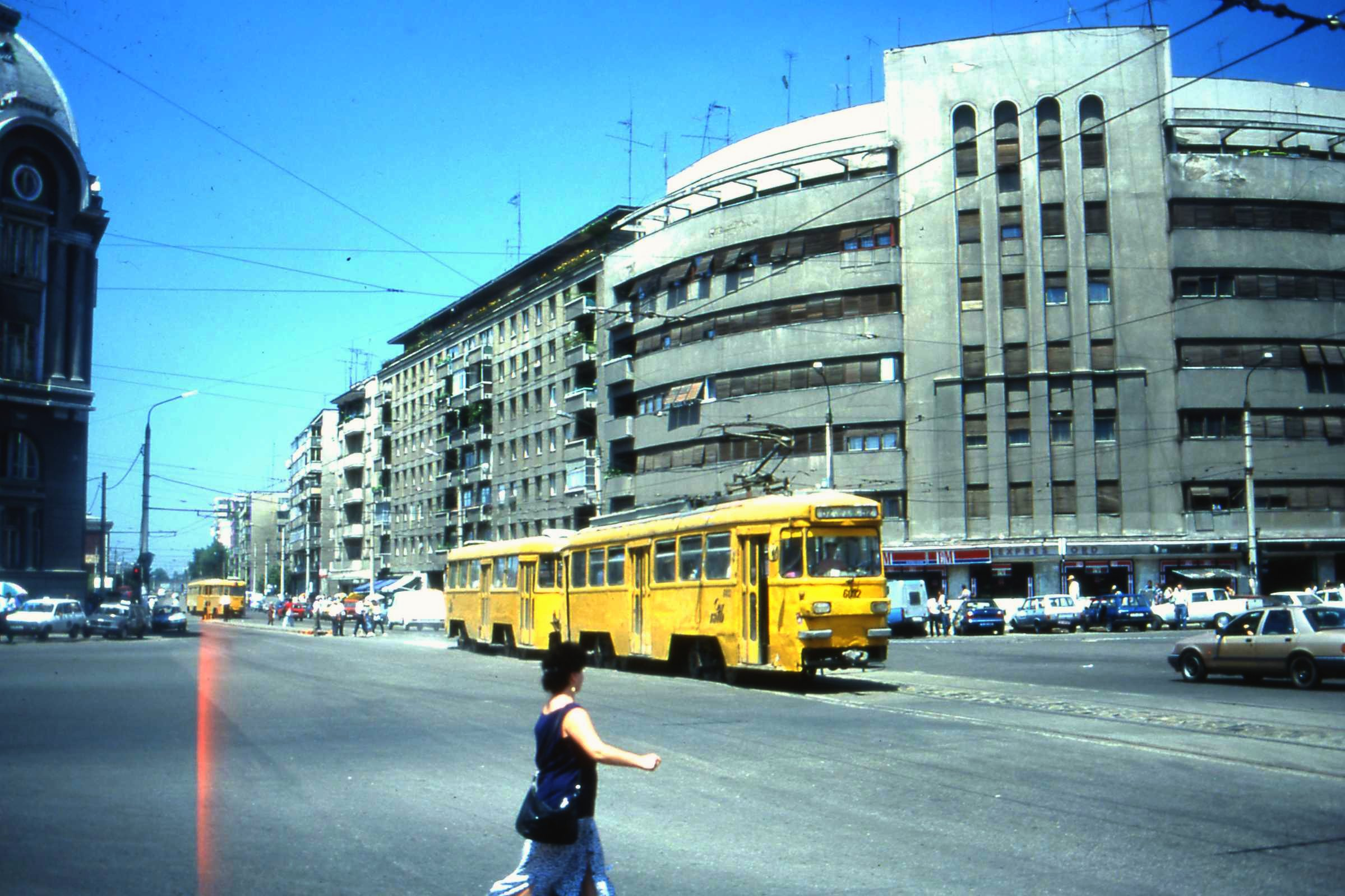
Juni 1996: Der 1978 modernisierte Triebwagen 6032 mit einem V12/V3A-Beiwagen

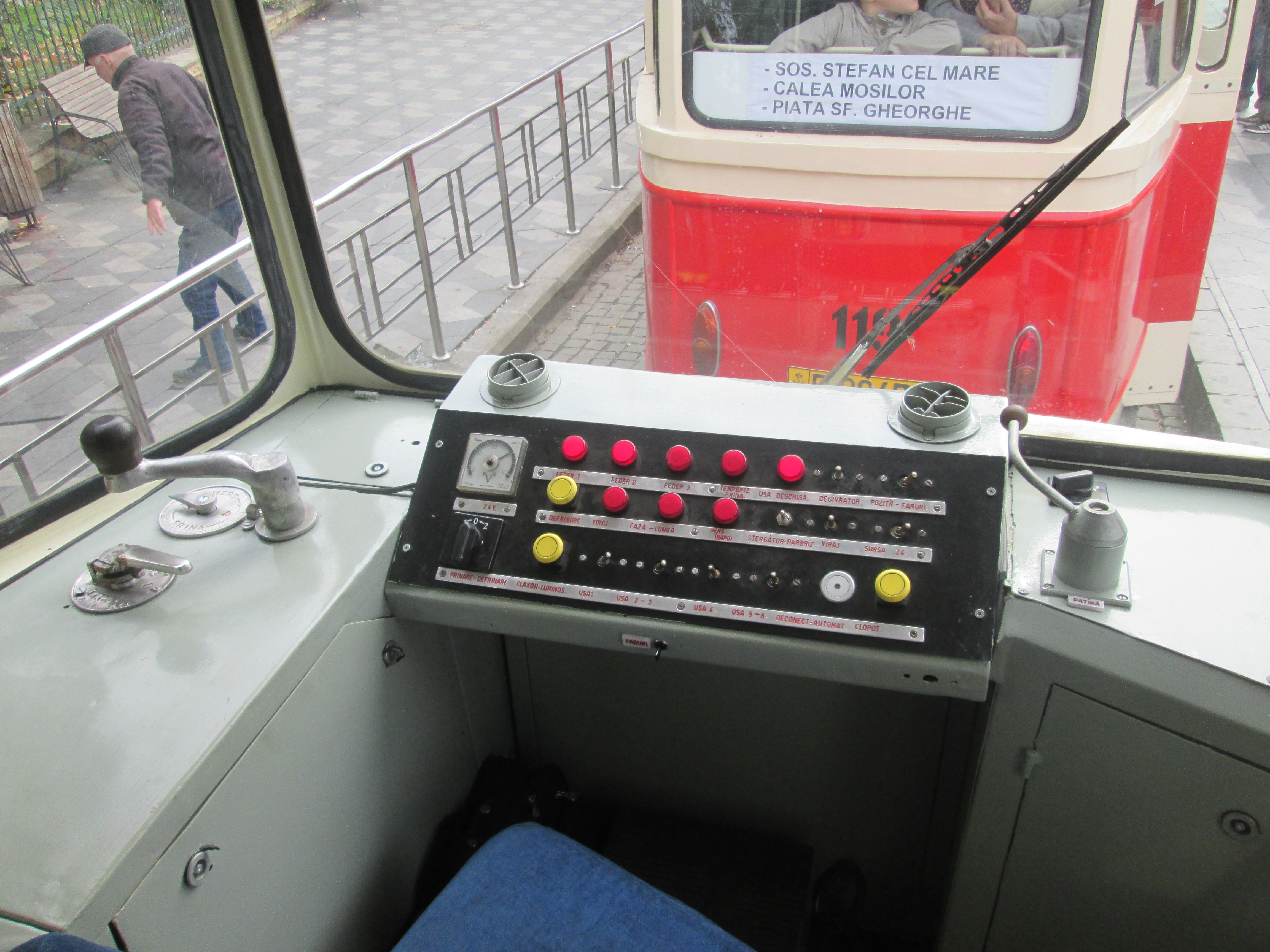
Führerstand

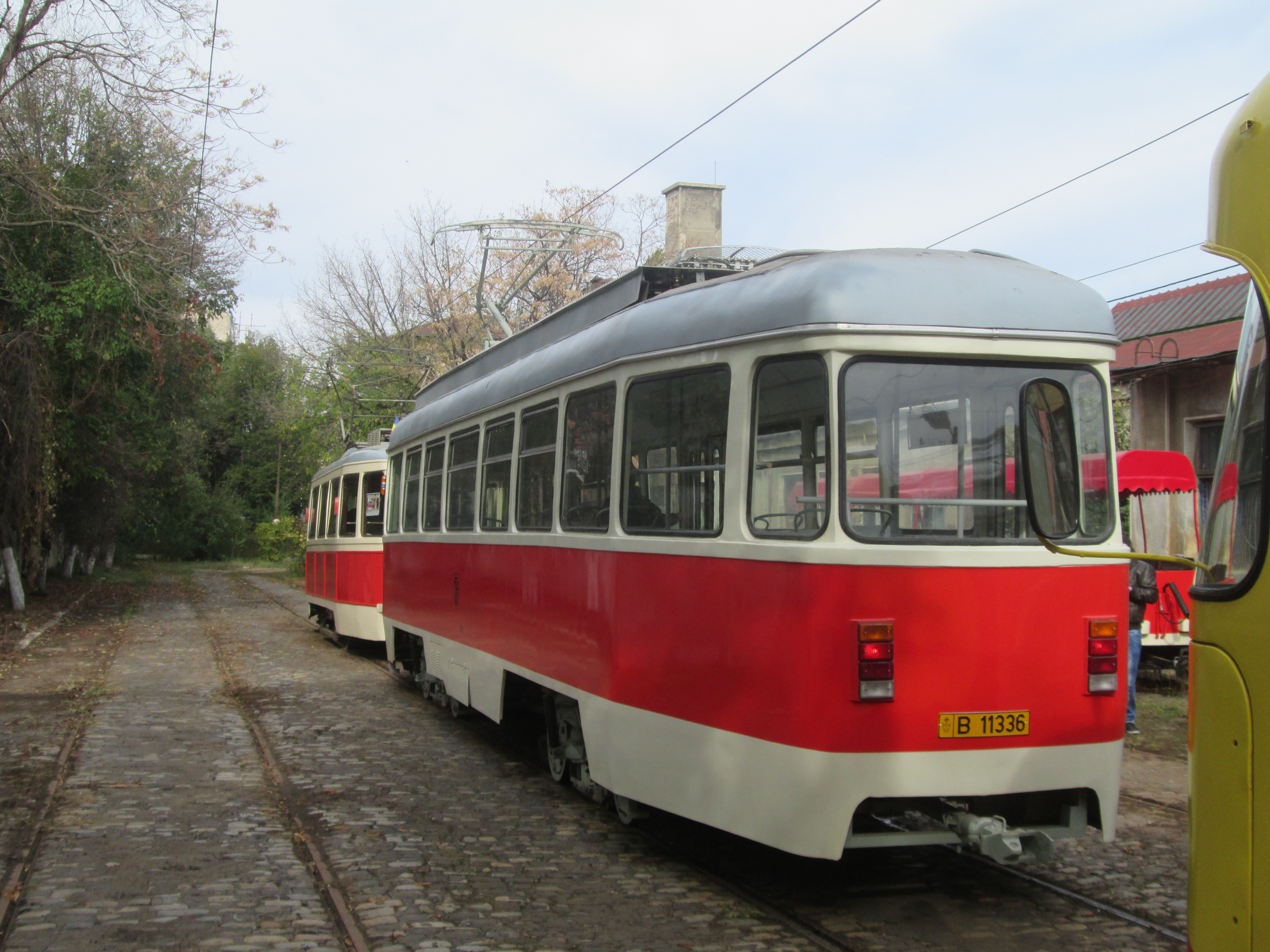
Heckansicht

Nach Bukarest wurde in den Jahren 1955 bis 1959 mit 231 Triebwagen der mit Abstand größte Anteil der V954-Produktion geliefert, der erste Wagen verließ dabei am 8. Januar 1955 die Werkshallen in Craiova. Die V954 wurden dort unter den Betriebsnummern 3038 bis 3268 in den Bestand eingereiht, wobei der als Baumuster dienende Festival-Wagen Nummer 3037 fortan teilweise ebenfalls als V954 geführt wurde. Mangels elektrischer Ausrüstungen mussten jedoch 106 von ihnen zunächst als Beiwagen laufen und trugen während dieser Phase die Typenbezeichnung V13, sie konnten erst in den 1960er-Jahren komplettiert werden:
| 1961: | 26 nachträglich motorisiert |
| 1962: | 20 nachträglich motorisiert |
| 1963: | 18 nachträglich motorisiert |
| 1964: | 21 nachträglich motorisiert |
| 1965: | 21 nachträglich motorisiert |

Die nachträglich motorisierten Beiwagen wiederum wurden durch eigens für diesen Zweck neu produzierte zweiachsige V12-Beiwagen ersetzt, von denen 1964 weitere 43 Stück und 1965 nochmal 60 Stück in Betrieb gingen.
Ein Festival- und drei V954-Triebwagen schieden 1968 schon relativ früh aus dem Bestand. Die 264 verbliebenen Fahrzeugen modernisierte die Hauptwerkstätte der Bukarester Straßenbahn – die mittlerweile unter Uzina de Reparaţii Atelierele Centrale, kurz U.R.A.C., firmierte – schließlich in den Jahren 1976 bis 1982 umfangreich. Hierbei wurden wiederum 92 Triebwagen demotorisiert. Dadurch entstand – aufgrund der von der Baureihe V3A übernommenen modernen Drehgestelle – die neue Baureihe EP/V3A, die neu entstandenen Beiwagen wurden alternativ aber auch als Typ V14 bezeichnet:
|       | modernisiert | modernisiert und zu Beiwagen umgebaut |                      |
| ----- | ------------ | ------------------------------------- | -------------------- |
| 1976: | 6001         | 6201                                  |                      |
| 1977: | 6002–6023    | 6202–6223                             | davon zwölf Festival |
| 1978: | 6024–6043    | 6224–6243                             | davon acht Festival  |
| 1979: | 6044–6068    | 6244–6268                             | davon zwei Festival  |
| 1980: | 6069–6093    | 6269–6286, 6288–6292                  | davon elf Festival   |
| 1981: | 6094–6162    |                                       | davon zwei Festival  |
| 1982: | 6163–6172    |                                       |                      |

Außer an den neuen Drehgestellen waren die umgebauten Wagen an den neuen Einholmstromabnehmern, der einteiligen Frontscheibe samt neuer Linienverlaufsanzeige sowie den Klappfalttüren zu erkennen. Zuvor besaßen sie zweiteilige Schiebetüren, eine zweigeteilte Frontscheibe sowie eine einfache Liniennummernanzeige. Zudem erhielten sie eine neue elektrische Ausrüstung. Ab 1980 baute U.R.A.C. dann außerdem – speziell für den Einsatz hinter den EP/V3A-Triebwagen – 80 ältere Zweiachsbeiwagen zu Vierachsbeiwagen um und versah diese mit neuen Nummern:
| 1980: | 6287      |
| 1981: | 6294–6362 |
| 1982: | 6363–6372 |

Als Spenderwagen dienten dabei die V12-Beiwagen aus den 1950er- und 1960er-Jahren. Die Umbauwagen erhielten ebenfalls V3A-Drehgestelle und wurden daher als V12/V3A bezeichnet, alternativ aber auch als V15. Somit standen den 172 vierachsigen EP/V3A-Triebwagen fortan exakt 172 vierachsige Beiwagen zur Verfügung. Aufgrund zahlreicher schadhafter Triebwagen bildete die Bukarester Verkehrsgesellschaft allerdings ab 1988 auch Electroputere-Dreiwagenzüge mit einem Triebwagen und zwei Anhängern. In der zweiten Hälfte der 1990er-Jahre ersetzten schließlich gebraucht aus Westdeutschland übernommene Straßenbahnen die EP/V3A, die wie folgt aus dem Bestand schieden:
| 1995: | 55 Triebwagen und 55 Beiwagen (32 EP/V3A und 23 V12/V3A) ausgemustert |
| 1999: | 51 Triebwagen und 60 Beiwagen (30 EP/V3A und 30 V12/V3A) ausgemustert |
| 2000: | 66 Triebwagen und 57 Beiwagen (30 EP/V3A und 27 V12/V3A) ausgemustert |

Die letzten Electroputere-Züge in Bukarest verkehrten somit im Jahr 2000, einige blieben darüber hinaus als Arbeitswagen erhalten.

### Timișoara
Die 20 Wagen für Timișoara wurden wie folgt abgeliefert:
- 1955: 5 Wagen (208–212)
- 1956: 7 Wagen (213–219)
- 1959: 8 Wagen (220–227)

Die Nummerierung erfolgte im Anschluss an die sieben Großraumwagen des Typs Gb 2/2 mit den Nummern 201 bis 207. Die Wagen 208 und 209 erhielten 1964 aus systematischen Gründen die neuen Nummern 228 und 229, weshalb in manchen Quellen 22 Wagen erwähnt werden. Zeitweise wurde der Typ V954 in Timișoara auch als T.8 bezeichnet. Die V954 kamen in Timișoara zunächst nur solo zum Einsatz. In den Jahren 1961 bis 1966 beschaffte die ab 1962 Întreprinderea de Transport Timișoara (I.T.T.) genannte Straßenbahngesellschaft schließlich bei I.T.B. 41 zweiachsige Beiwagen des Typs V12. Von ihnen waren 24 für den Einsatz hinter den V58 vorgesehen, die übrigen 17 hingegen für die V954. In den 1960er-Jahren erhielten die Electroputere-Triebwagen außerdem wie folgt pneumatische Falttüren nachgerüstet:
- 1965: 210 und 228
- 1966: 211, 215, 220 und 229
- 1967: 212, 213, 214, 216, 218, 219 und 226
- 1968: 217, 221, 222, 224, 225 und 227
- 1969: 223

Weil das Netz der Straßenbahn Timișoara in den 1950er-Jahren noch überwiegend auf den Zweirichtungsverkehr ausgelegt war, konnten die ersten V954 nur auf der Linie 2 (1962 in Linie 1 umbenannt) sowie der Ringlinie 6 eingesetzt werden. Erst im Oktober 1959 kam durch die Einrichtung einer zweiten Ringlinie – der Linie 5, die 1962 in Linie 7 umbenannt wurde – eine dritte Einsatzstrecke hinzu. Der Ringschluss im Stadtbezirk Fabric ermöglichte schließlich ab Ende 1959 auch den Einsatz auf der Linie 3, die 1962 in Linie 2 umbenannt wurde. Nachdem jedoch der Ringverkehr auf der Linie 7 infolge der Stilllegung der Strecke durch die damalige Calea Șagului 1969 wieder unterbrochen worden war, entfiel die Linie 7 nach zehn Jahren wieder als Einsatzgebiet.
Zwischen 1972 und 1976 wurden die V954 dann auch auf den Hauptlinien 1, 2 und 6 durch Timiș-2-Züge ersetzt. In der zweiten Hälfte der 1970er-Jahre waren sie auf der 1973 neu eingeführten Linie 8 anzutreffen sowie ab 1976 kurzzeitig auch auf der Linie 4, zuletzt dann bis Mitte der 1980er-Jahre auf der Linie 7, die ab 1980 wieder als Ringlinie mit Einrichtungswagen betrieben wurde. Mit Ausnahme des Wagens 229, der einige Jahre als Arbeitswagen diente, wurden alle Timișoaraer V954 verschrottet. Nachdem 1996 auch Wagen 229 abgebrochen worden war, beschaffte das örtliche Verkehrsunternehmen – damals noch Regia Autonomă de Transport Timișoara genannt – im Jahr 1999 aus Bukarest den Triebwagen 6026, um aus historischen Gründen auch in Timișoara einen V954 vorweisen zu können. Der Triebwagen wurde 2008 restauriert und mit der Nummer 229 versehen.

### Oradea

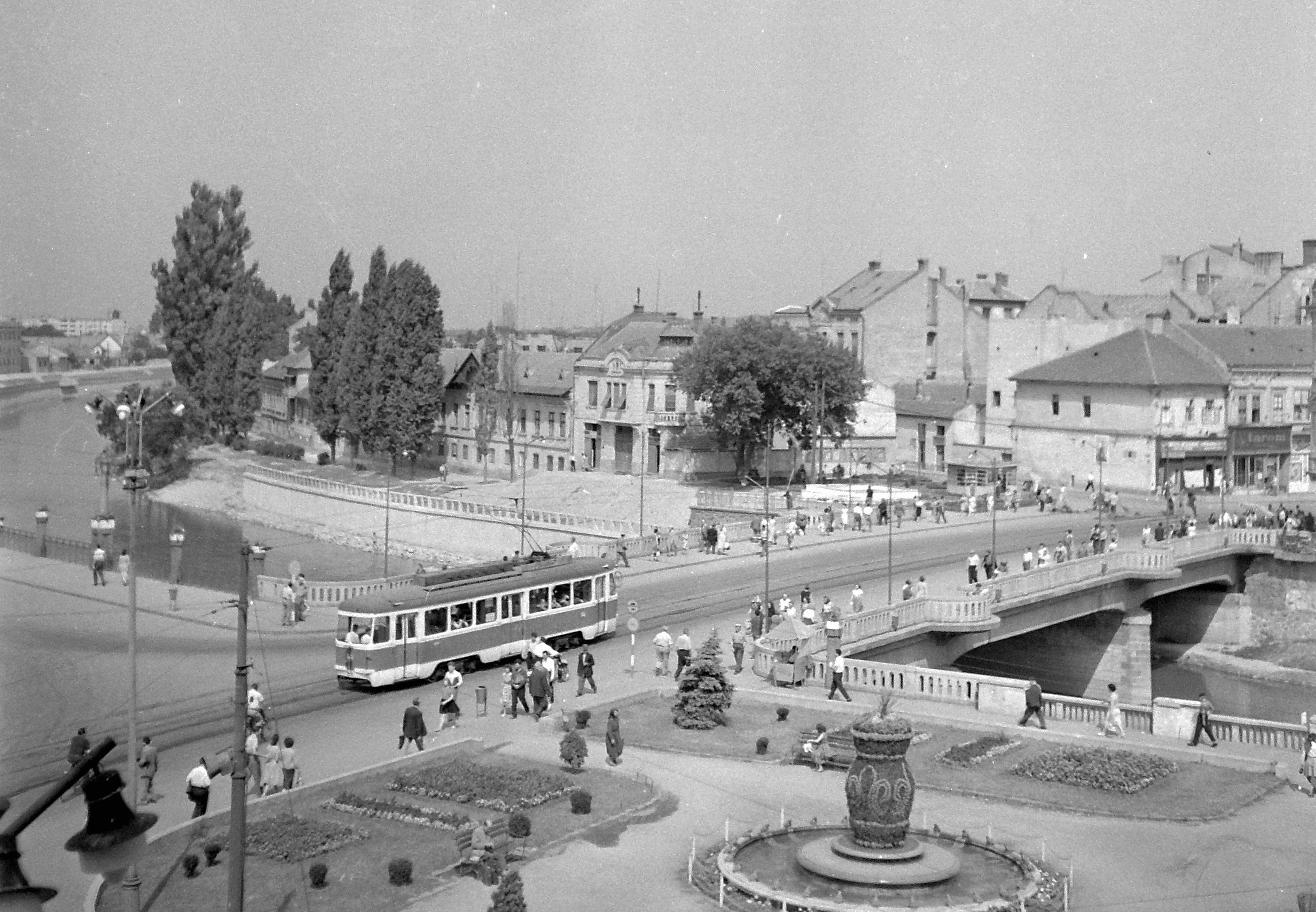
Allein fahrender V954 in Oradea, 1961

Oradea bekam mit 14 Wagen die geringste Stückzahl zugeteilt, sie wurden wie folgt dorthin geliefert:
| 1956: | Triebwagen 44, 45 und 46                           |
| 1957: | Triebwagen 47 und 48                               |
| 1958: | Triebwagen 49, 50 und 51                           |
| 1959: | Triebwagen 52, 53 und 54 Beiwagen 111, 112 und 113 |

Die drei zuletzt gelieferten Beiwagen wurden schon in der ersten Hälfte der 1960er Jahre nachträglich motorisiert und erhielten in diesem Zusammenhang die neuen Nummern 58, 59 und 60. Besonders charakteristisch für die Oradeaer V954 war ihr Lyrastromabnehmer. Wie in den beiden anderen Städten kamen sie sowohl solo als auch zusammen mit zweiachsigen I.T.B.-Beiwagen zum Einsatz. Während Ende 1980 noch alle 14 Triebwagen vorhanden waren, befanden sich Ende 1986 nur noch fünf V954 im Bestand, bevor auch diese im Laufe des Jahres 1989 ausgemustert und durch Timiș-2-Züge sowie V2A- und V3A-Gelenkwagen ersetzt wurden. In Oradea trugen die Wagen ferner den Spitznamen săgeata roşie, rumänisch für Roter Pfeil.

## Fahrgastfluss

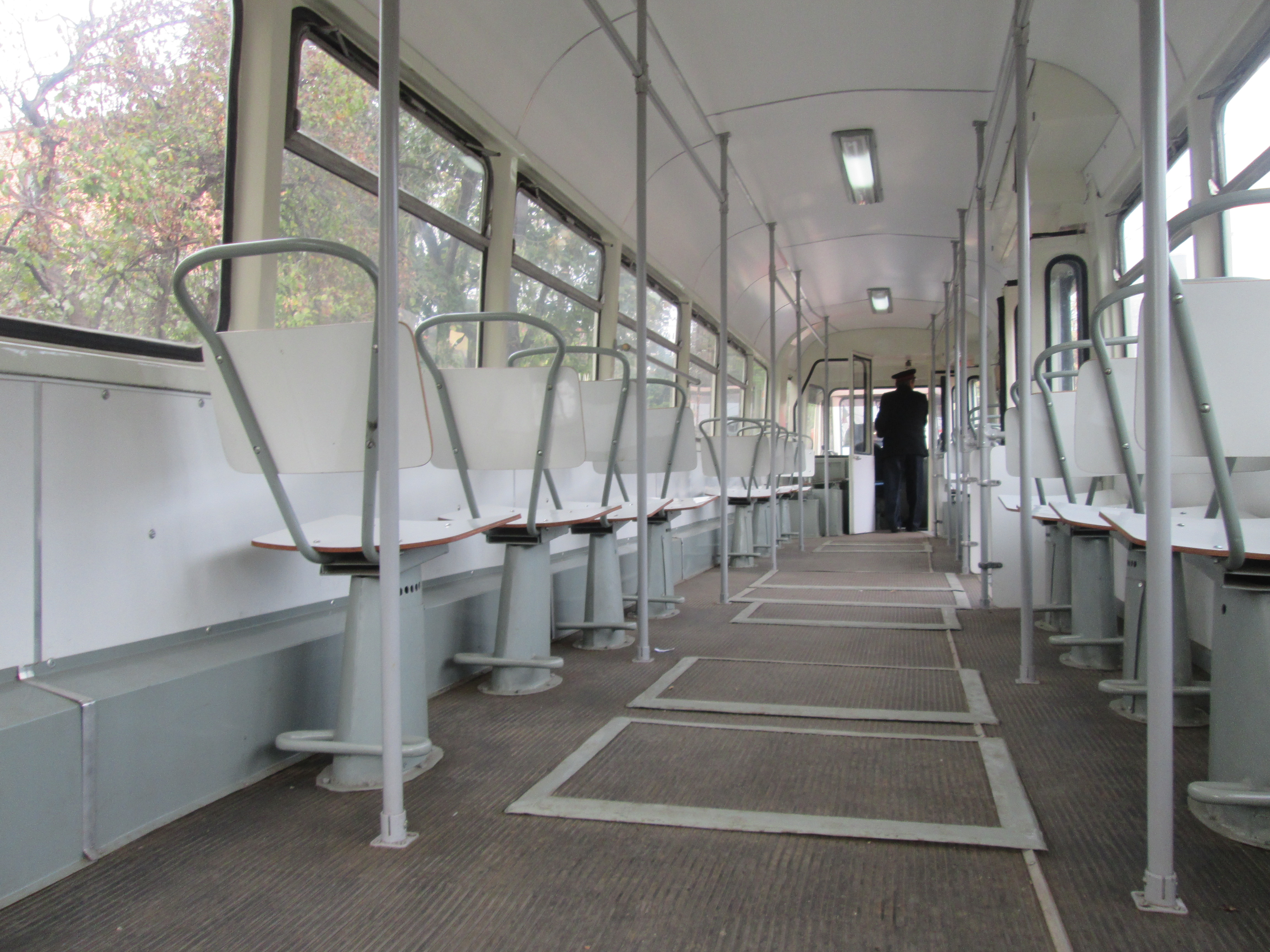
Innenansicht des Bukarester Museumswagens Nummer 6001

Eine Besonderheit war das ursprünglich angewandte Fahrgastflussverfahren beim V954. Der Einstieg erfolgte anfangs über den etwas breiteren Türbereich in der Mitte, der dort sitzende Schaffner fertigte zwei Fahrgäste gleichzeitig ab. Diese rückten dann entweder nach links oder nach rechts in den Wagen auf, der Durchgang zwischen den beiden Wagenhälften wurde durch eine Stange verhindert. Der Ausstieg erfolgte über die etwas schmaleren Türen vorne und hinten. Dieses Prinzip bewährte sich jedoch nicht, weshalb die Wagen später auf einen gewöhnlichen Fahrgastfluss mit Einstieg an der Hecktüre – wo sich fortan auch der Schaffnersitz befand – umgebaut wurden.